# Carabobo
Carabobo és un dels 23 estats de Veneçuela. La capital de l'estat és Valencia. Està ubicat al centre-nord del país. Limita al nord amb el golf Triste (mar Carib, oceà Atlàntic), a l'est amb Aragua, al sud amb Guárico i Cojedes, i a l'oest amb Yaracuy. Amb una superfície de 4.650 km², és el tercer estat menys extens, amb una població de 2.886.093 habitants (2016), el tercer més poblat i el més densament poblat amb 713 hab/km². És l'estat que registra el creixement econòmic, urbà i immobiliari més gran i més ràpid del país. El territori de l'estat de Carabobo conté 14 municipis autònoms i 38 parròquies civils.

## Geografia
L'estat de Carabobo que va néixer amb el nom de Província per la Llei del 24 de juny de 1824, dictada pel Congrés Constituent reunit a Bogotà, està situat a la part nord del país.L'estat ocupa, juntament amb els estats d'Aragua, Miranda i el Districte Capital, la regió Centre-Nord de Veneçuela.
El punt més septentrional és la desembocadura del riu Yaracuy al mar Carib. L'extrem sud el constitueix el peu del turó Pelado, a la quebrada El Tigre, a la confluència de la quebrada Las Palmas al riu Pao.
El punt més oriental està ubicat al turó Platillón, al sud-est del poblat Santa Rosa del Sur. L'extrem més occidental està situat a prop de la població de Miranda, sobre la carretera que condueix a la població de Salom, ubicada a l'estat Yaracuy, al pont sobre la quebrada El Tigre a 68º 25' 40" de longitud oest.

### Límits
Pel nord el mar de les Antilles o el Carib; per lest, l'estat Aragua; Pel sud, els estats de Guárico i Cojedes, i per l'oest els estats Yaracuy i Falcón.
| Estat de Yaracuy / Estat de Falcón | Mar Carib                          | Mar Carib i Estat d'Aragua |
| Estat de Yaracuy                   |                                    | Estat d'Aragua             |
| Estat de Guárico                   | Estats de Cojedes Estat de Guárico | Estat de Cojedes           |

### Superfície
La superfície de l'estat Carabobo és de 4.650 km² sent un dels estats de menor extensió territorial de la República, doncs només l'estat Nuova Esparta és inferior.

### Hidrografia
El territori de l'estat de Carabobo conté les quatre cinquenes parts del llac de València o Tacarigua (281 km²), únic llac amb conca endorreica del país, cap al qual drenen més de vint cursos d'aigua de poc cabal, destacant-ne els rius Aguas Calientes, Cabriales i Guacara. Hi ha aigües termals a Trincheras i a Aguas Calientes, on brollen fonts hipertermals amb propietats medicinals àmpliament conegudes. A més, la regió compta amb 73 km de costes marines i 75 km de costes lacustres.
L'estat Carabobo posseeix tres vessants o conques hidrogràfiques (hoyas) ben definits i aboquen les seves aigües al mar Carib, a l'Oceà Atlàntic i al llac de València.

#### Hoya del Caribe
A la primera, la del Carib, hi afluixen les aigües els rius Yaracuy de 133 km, Urama amb 62 km. i més curts: Borburata, Morón, Aguas Calientes, Sanchón, Patanemo, Goaigoaza i San Esteban.
Riu San Esteban neix a Tetas de Hilaria, passa per San Esteban i desemboca a Puerto Cabello.
Riu Urama neix a les muntanyes de la zona de Canoabo i recorre 62 km.

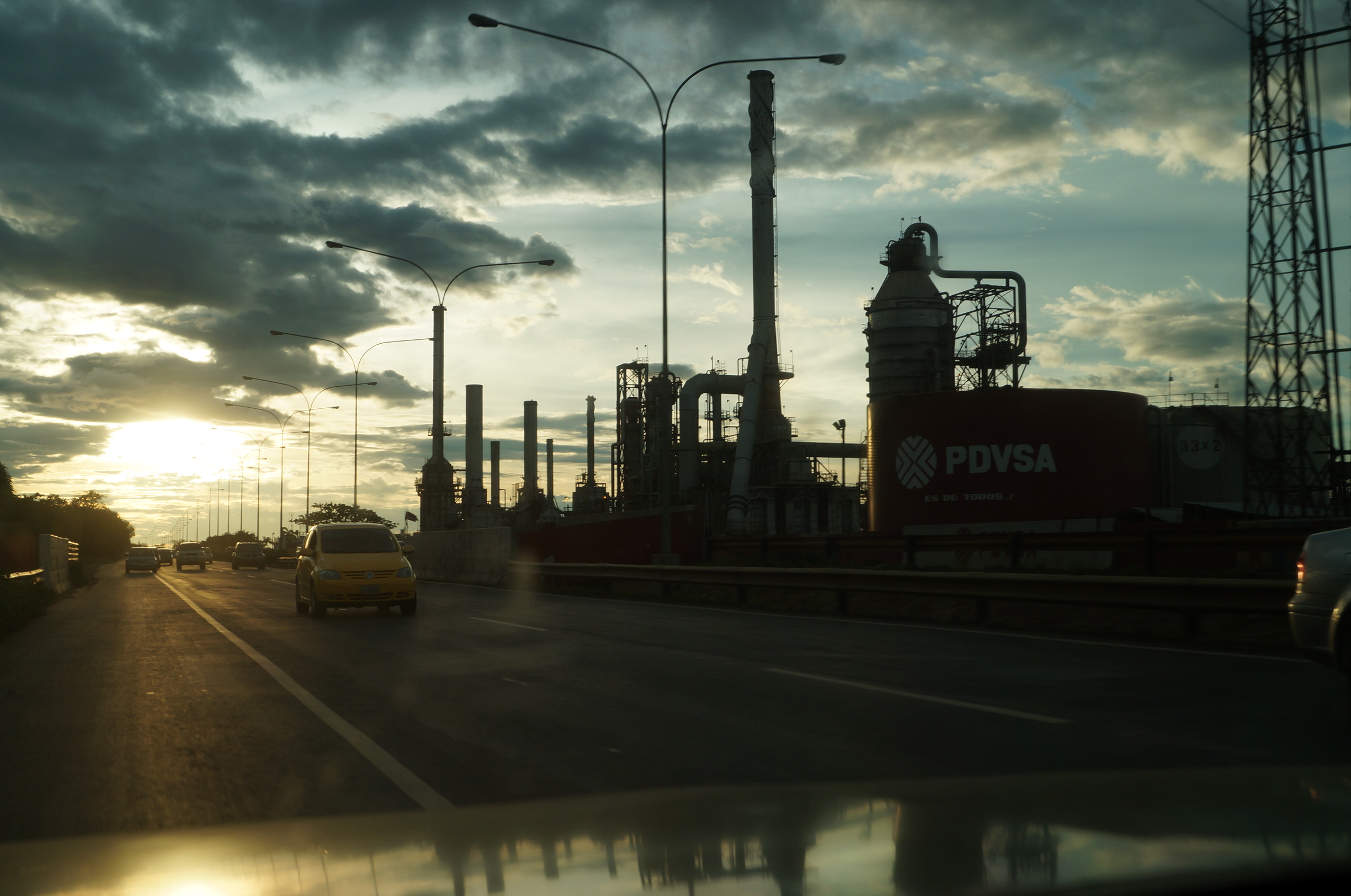
Refinería el Palito (PDVSA), Carabobo, Veneçuela entre Morón i Puerto Cabello

Aquests rius s'inicien al nord de la Cordillera de la Costa i desemboquen al mar Carib.

#### Hoya del llac de Valencia

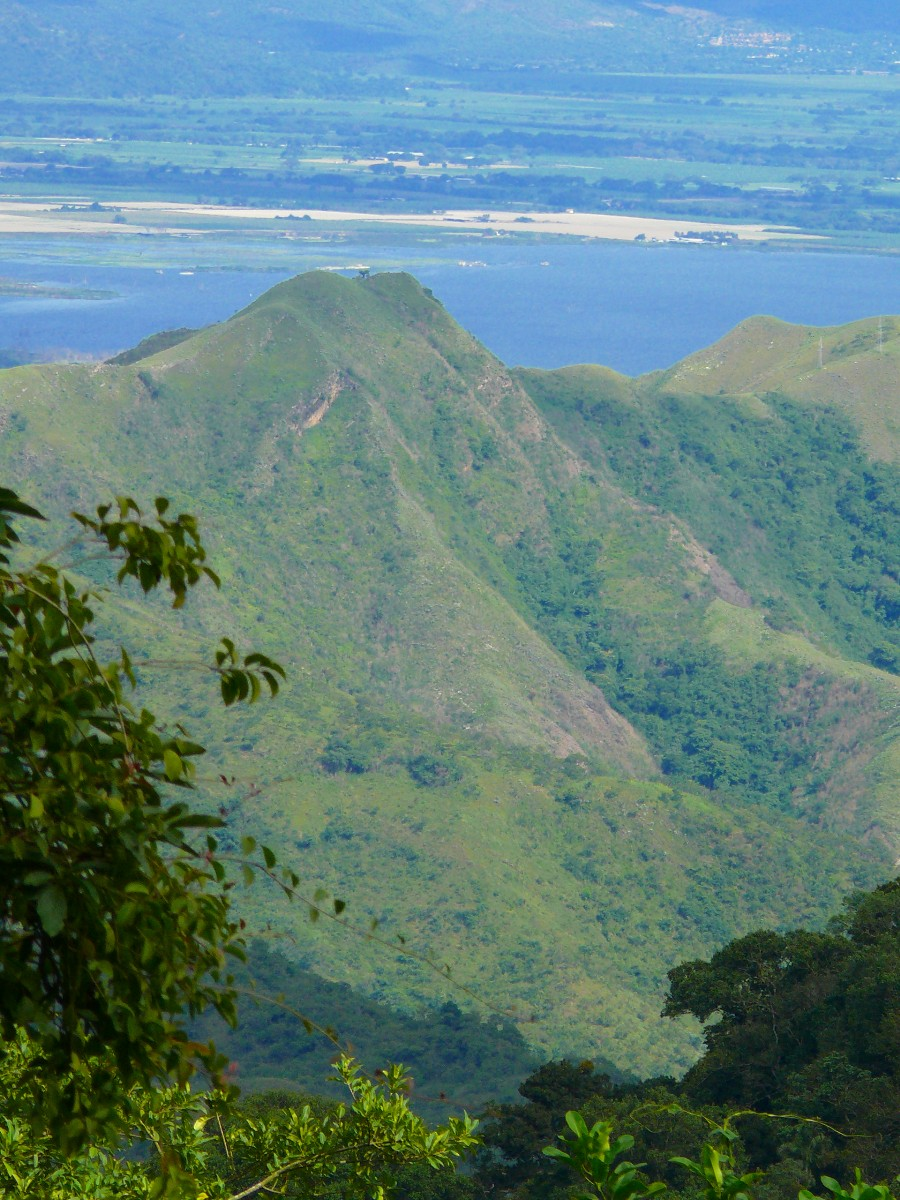
La serralada costanera veneçolana dels Andes del nord i el llac València, des de l'estació biològica de Rancho Grande, Parc Nacional Henri Pittier

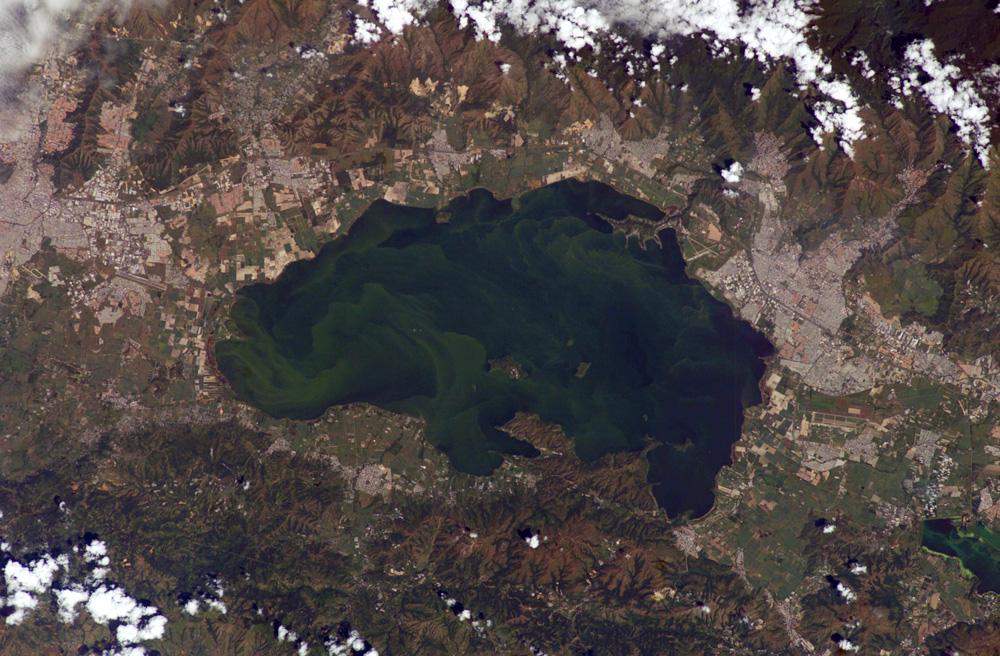
Vista aèria del llac Valencia

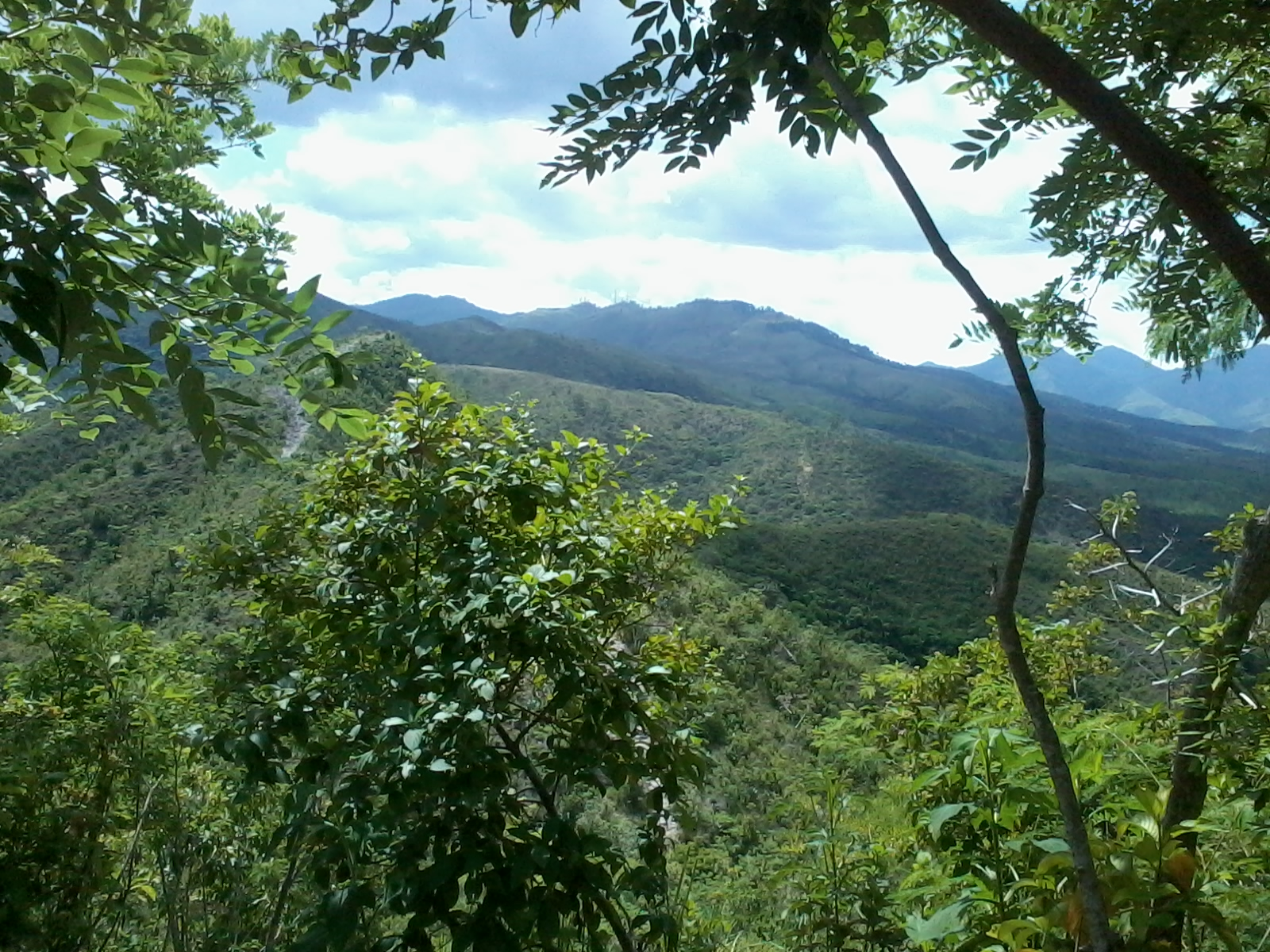
Parc municipal Cerro El Casupo, Valencia, Carabobo

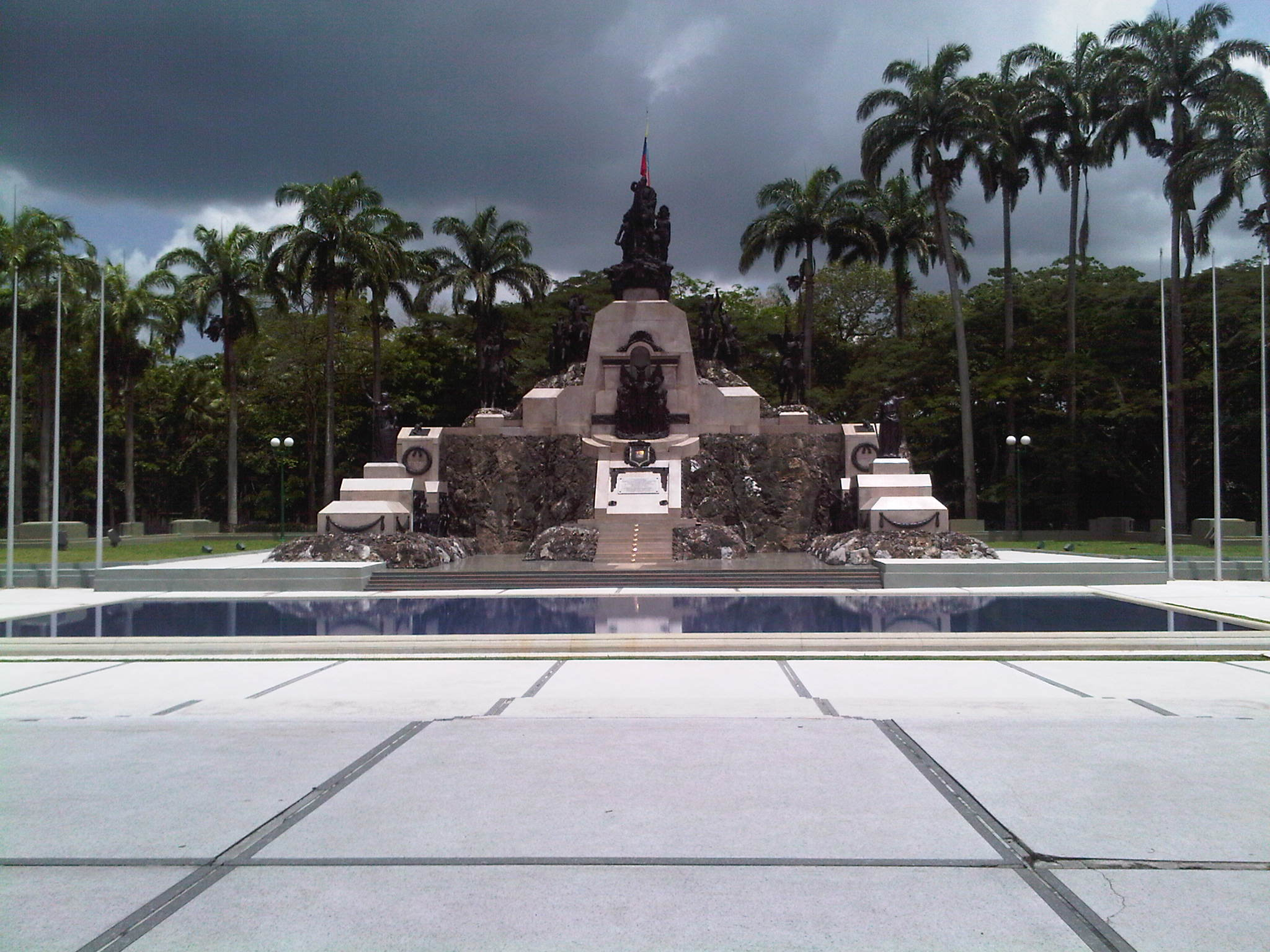
Altar de la Patria al parc Campo de Carabobo, municipi de Libertador

Al llac València desemboquen els rius Cabriales, que travessa la ciutat de València; el Güigüe i el Guacara. Els rius Pao de 273 km. i el Manaure 287 km.
Riu Cabriales, travessa Valencia de nord a sud.
Ríu Güigüe, desemboca al sud del llac de Valencia.
Ríu Guacara, desemboca a la riba nord del llac de Valencia.
Ríu Los Guayos, desemboca a la riba nord del llac de Valencia, está en peligro de desaparecer.
Aquests rius desembocaven al llac de Valencia però les aigües del riu Cabriales han estat desviades cap al riu Paíto.

#### Hoya del Sur
Ríu Pao
Ríu Manaure
Aquests rius aflueixen als rius Guárico i Portuguesa, a la conca hifrogràfica de l'Orinoco.
Aboquen les seves aigües al riu Portuguesa (conca de l'Orinoco), el riu Guárico i el riu Apure.
Cap a la conca de l'Orinoco també hi drenen els rius: Bejuma, Chirgua i Paito.

#### Llacs
L'estat Carabobo compta amb el Llac de Valencia o Tacarigua, que posseeix una àrea de 369,2 km² de superfície segons estudis realitzats en els darrers anys. El nivell del llac sobre el mar, segons la Divisió d'Estudis Hidràulics del Ministeri d'Obres publiques arriba a 401,40 m i té un perímetre que s'acosta als 127 km, amb una profunditat mitjana de 20 m. i una màxima de 40 m. El llac conté 22 illes. Les més grans són les de Tacarigua o Burro, Chambergo, Otama, El Horno, Burrito i altres menors. Les immediacions del llac estan densament poblades i hi ha llocs de variat atractiu per al desenvolupament del turisme.

### Orografia
El relleu a la part muntanyosa es caracteritza per una topografia accidentada amb pendents que en alguns casos són superiors al 80%. A la depressió es presenta un relleu pla, amb pendents inferiors a l'1%, que augmenta lleugerament fins a un 5% a l'altiplà de Tocuyito.
El relleu es pot dividir en la depressió tectònica del llac de València, ocupant a major part de l'estat, amb una orografia ondulada o semiplana que es desenvolupa entre les dues línies de muntanyes paral·leles que integren la gran cadena muntanyenca de la Serralada de la Costa (la regió muntanyenca del litoral al nord i la regió muntanyenca interior al sud) i la línia de la costa que, a l'est, és abrupta amb grans farallons i ben poques platges. A la meitat occidental, les platges són només àmplies des de Puerto Cabello fins a la depressió de Yaracuy.
La Serralada de la Costa, a l'oest de l'estat, és una continuació de les muntanyes de Nirgua, fins a la Abra de las trincheras. Des de La Entrada (534 m) fina a Cambur (67 m) s'inicia una conca de terres baixes que s'estén fins al mar a una distància de 13 km. amb abundància d'aigua i poc declivi.
Entre el Mar i la depressió lacustre destaquen alguns cims, com la Teta de Hilària de 1.647 m d'altitud, visible des de la plana de Carabobo, i el pic Caobal de 1.989 m a l'est d'Hilària. Al sud del llac de Valencia comença la regió muntanyenca de l'interior que resta dins de l'estat Carabobo amb el seu pic més alt, el Cerro Azul de Güigüe (1.018 m).

## Clima
El clima és afectat per l'altitud i la proximitat del mar, per tant, la temperatura és uniforme durant gairebé tot l'any, amb una mitjana de 24,5 °C. Les precipitacions arriben als 1.500 mm/any a les àrees de muntanya, mentre que als sectors costaners de Morón-Puerto Cabello, arriben a una mitjana anual de 900 mm i a la depressió del llac de Valencia oscil·len entre els 900 i 1.300 mm, amb un període de cinc o sis mesos humits.
A Carabobo el clima és tropical (clima de sabana tropical). A l'hivern hi ha molta menys pluja que a l'estiu. Segons la classificació de Köppen i Geiger, aquest clima es classifica com a Aw.

## Vegetació i fauna

### Vegetació
Hi ha la vegetació de selva al costat nord de la serralada Central, dels 400 als 1.500 m. A partir d'aquesta altitud, els boscos són més humits i la vegetació és més frondosa. Tant a les muntanyes de Nirgua, com a les del sud del llac de València hi ha boscos poblats de grans arbres. A la depressió central hi ha terres de conreu i prats per al pasturatge. A la costa hi ha manglars i vegetació xeròfila. Al nord-oest, hi abunden grans extensions amb cocoters des de Palma Sola, fins al límit amb Yaracuy.

### Fauna
La fauna silvestre està caracteritzada per la riquesa i diversitat d'espècies, en virtut dels nombrosos hàbitats existents a l'estat, representats als boscos i les superfícies lacustres, que donen refugi a una fauna notable. Una mostra és el Parc Nacional Henri Pittier, on hi ha més de 94 espècies diferents de mamífers, 516 espècies d'aus (equivalents al 41,6% de l'avifauna del país) i 84 espècies d'amfibis i rèptils.

## Ecologia
L'Estat Carabobo compta amb un potencial ecològic que cal preservar per a evitar-ne la degradació i la pèrdua de la biodiversitat. Hi ha milers d'espècies vegetals i animals als parcs nacionals. El parc Henry Pittier té diferents pisos altitudinals que varien des dels manglars i la sabana fins al bosc tropical humit i en cadascun d'aquests estatges hi ha varietat de fauna i flora. En aquest parc hi habiten més de 500 espècies d´aus que representen més del 40% de l'avifauna nacional i més del 6% del total mundial. El Parc Nacional San Esteban acull més de 1.500 espècies vegetals.

## Història

### Història antiga
A la zona que actualment és València es té evidència de la presència dels humans des del IV mil·lenni abans de Crist. A altres regions de l'actual estat Carabobo (com els voltants de Bejuma) s'hi han trobat restes que apunten cap a una presència humana més antiga. Els arqueòlegs coneixen un poblament important a la zona voltant del llac que va existir entre el segle ii i el primer mil·lenni. Els grups humans ja controlaven l'agricultura. L'epicentre cultural indígena més avançat de la regió es localitzava al voltant del llac de València. D'aquesta etapa històrica se'n conserven diversos petroglifs i nombroses restes de ceràmica. Els grups de la regió es dedicaven a la caça i la recol·lecció, però també a la pesca i a l'agricultura.
A la zona del Llac de València els indígenes plantaven blat de moro, de tradició occidental, però també iuca, més de tradició oriental. D'aquesta època s'han conservat estris per a la mòlta del blat de moro i per a la preparació de la iuca. A la zona de Borburata, a la costa, es concentraven indis que treballaven en l'extracció de sal. Els jirajaras, habitants de la zona de Nirgua, on actualment són els límits entre Yaracuy i Carabobo, anaven cap al llac i d'allà per la serralada de la costa fins a Borburata per obtenir aquesta sal.
Cap al 900 aC. es constitueixen grups portadors de la tradició cultural de les Valls del Baix Orinoco. S'agrupaven en petits pobles i la seva economia es basava en el cultiu de la iuca, la pesca fluvial, la caça i la recol·lecció. A la vora del llac de València, a la península de l'estany de la Cabrera, el jaciment de Los Tamarindos registra ceràmica de la sèrie Barrancoide, que l'ocupava des de l'any 200 dC, aquesta ceràmica està catalogada com a "estil Cabrera" (Cruxent-Rouse).

### Època precolombina
Abans de l'arribada dels espanyols, el territori de Carabobo estava habitat pels araucans que van ocupar una àrea extensa del continent americà a causa que les seves tribus es van escampar, uns cap al sud, fins a les planúries de Bolívia i Paraguai, seguint el curs dels grans rius, i altres cap al mar fins a les Antilles. Més tard arribarien al territori veneçolà els caribs, procedents de l'altiplà del Matto Grosso al Brasil. fis a arribar a l'oceà Atlàntic, replegant els araucans fins a la reba oriental del Llac Tacarigua.

### Invasió espanyola
L'explorador i conqueridor Alonso de Ojeda va ser el primer europeu a reconèixer les costes del territori que ara és Carabobo el 1499. Els habitants de la regió van ser ràpidament sotmesos i dividits en explotacions agrícoles anomenades encomiendas. Juan de Villegas, el 1548, va fundar Borburata (Nuestra Señora de Borburata). El 1551, el consell va escriure al rei d'Espanya i li va dir que tots "els indis de la regió havien estat distribuïts”. El 1955 és fundada Nuestra Señora de la Anunciación de la Nueva Valencia del Rey, l'actual ciutat de Valencia. Aquestes ciutats van quedar adscrites posteriorment a la Provincia de Caracas.
Des de l'any 1552 fins als inicis del segle xviii s'identifiquen al pla veneçolà un total de 159 possessions d'encomiendas, [---]. La documentació existent permet identificar 59 possessions a la Serra i Planes dels Coyones de Acarigua; 7 a Cohede (Cojedes); 9 entre El Pao i San Carlos; 34 a Guanaguanare (Guanare), i 50 a San Sebasián de los Reyes. Lobjectiu era la recerca d'or i lorganització d'un lucratiu comerç de bestiar, carn seca, carn salada, cuirs i pells.

### Independència
Veneçuela va aconseguir la seva definitiva independència el 1821, amb la batalla de Carabobo, després d'una prolongada i cruenta guerra, encara que la formació historicojurídica del nou estat es va iniciar el 19 d'abril de 1810. En aquell moment, l'Ajuntament de Caracas no va reconèixer l'autoritat del capità general Vicente de Emparan, formant una Junta Defensora dels Drets de Ferran VII. Un any després, un Congrés de diputats de la majoria de les províncies subjectes a la Capitania General de Veneçuela, proclamaven la independència. El Regne d'Espanya no va reconèixer Veneçuela com a estat sobirà fins al Tractat de 1846.

### Estat de Carabobo
El 1825, el Congrés Nacional va crear la Província de Carabobo, la qual integrava, conjuntament amb la Província de Caracas, el Departament de Veneçuela, un dels tres en què va quedar dividit el territori veneçolà dins de la República de Colòmbia. La província comprenia els cantons de València, Puerto Cabello, Nirgua, San Carlos, San Felipe, Barquisimeto, Carora, Tocuyo i Quibor.
El 1832 es va crear la Província de Barquisimeto i la Província de Carabobo va quedar reduïda als cantons de València, Nirgua i Cojedes. El 1855, novament, li fou reduït el territori en separar-li els cantons de Nirgua i San Carlos per crear les Províncies de Yaracuy i Cojedes. La Província va quedar integrada pels cantons de València, Puerto Cabello, Montalbán i Ocumare. El 1864 se li va annexar el districte Guacara.
El 1864 Carabobo va passar a ser un estat federal i poc després, el 1865, se li va annexar el territori de l'estat Cojedes, en una unió que va durar fins al 1872. El 1879 es va establir el Gran Estat del Sud d'Occident amb els territoris de Carabobo, Cojedes, Portuguesa, Zamora i part de Yaracuy. Després de nombroses modificacions, el 1917, l'estat Carabobo va adquirir els límits territorials actuals.

## Divisió administrativa

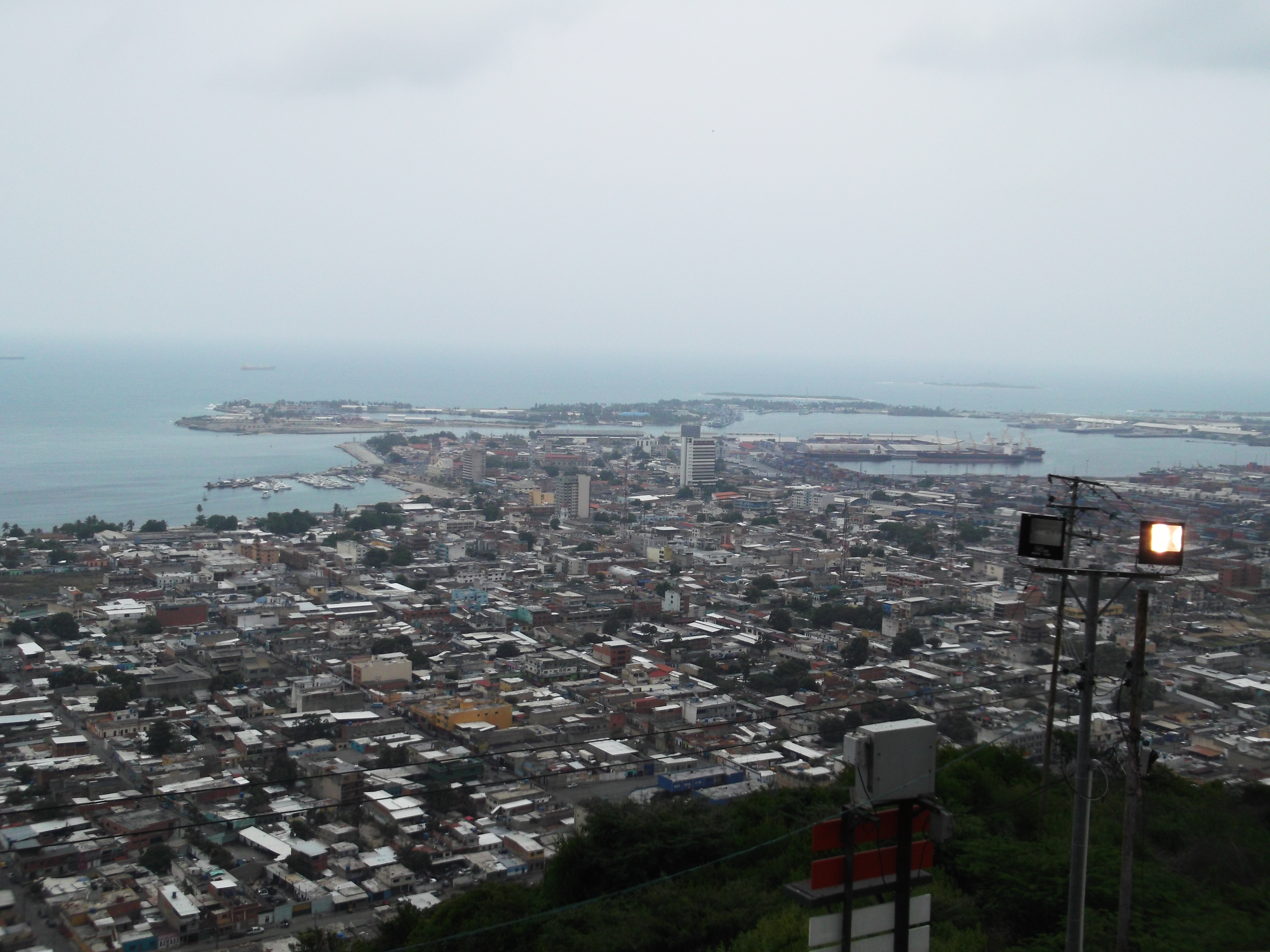
Puerto Cabello des del Fortín Solano

Pel que fa a la divisió política i territorial, l'Estat Carabobo, igual que els altres estats de la resta del país, ha experimentat transformacions territorials interiors, i actualment, segons la Llei de Divisió Política Territorial de l'Estat Carabobo (Gaceta Oficial Extraordinària: 1633.01-04-2004) s'estableix que l'entitat es divideix en catorze (14) municipis i trenta-vuit (38) parròquies.

### Municipis i parròquies
| Municipi       | capital del municipi | Parròquies urbanes                                                                | Parròquies no urbanes                                      |
| -------------- | -------------------- | --------------------------------------------------------------------------------- | ---------------------------------------------------------- |
| Bejuma         | Bejuma               | Bejuma                                                                            | Canoabo, capital Canoabo; Simón Bolívar, capital Chirgua.  |
| Diego Ibarra   | Mariara              | Mariara; Aguas Calientes                                                          |                                                            |
| Carlos Arvelo  | Guigue               | Guigue                                                                            | Belén, capital Belén; Tacarigua, capital Central Tacarigua |
| Guacara        | Guacara              | Guacara; Ciudad Alianza                                                           | Yagua,capital Yagua.                                       |
| Juan José Mora | Morón                | Morón                                                                             | Urama, capital Urama                                       |
| Miguel Peña    | Miguel Peña          | Miguel Peña                                                                       | Negro Primero, capital Los Naranjos                        |
| Miranda        | Miranda              | Miranda                                                                           |                                                            |
| Montalbán      | Montalbán            | Montalbán                                                                         |                                                            |
| Puerto Cabello | Puerto Cabello       | Unión; Fraternidad; Juan José Flores; Bartolomé Salóm; Goaigoaza; Democracia      | Borburata, capital Borburata; Patanemo, capital Patanemo   |
| San Joaquín    | San Joaquín          | San Joaquín                                                                       |                                                            |
| Valencia       | Valencia             | Candelaria; Catedral; El Socorro; Rafael Urdaneta; San Blas; San José; Santa Rosa |                                                            |
| Los Guayos     | Los Guayos           | Los Guayos                                                                        |                                                            |
| Naguanagua     | Naguanagua           | Naguanagua                                                                        |                                                            |
| San Diego      | San Diego            | San Diego                                                                         |                                                            |
| Libertador     | Tocuyito             | Tocuyito; Independencia                                                           |                                                            |

## Població
| Municipi       | habitants censats 2011 | Projecció per a 2021 en base a 2011 (INE) |
| -------------- | ---------------------- | ----------------------------------------- |
| Bejuma         | 48.538                 | 53.965                                    |
| Carlos Arvelo  | 150.277                | 166.540                                   |
| Diego Ibarra   | 104.536                | 117.380                                   |
| Guacara        | 176.218                | 200.749                                   |
| Juan José Mora | 69.236                 | 78.660                                    |
| Libertador     | 166.166                | 193.422                                   |
| Los Guayos     | 149.606                | 169.922                                   |
| Miranda        | 29.092                 | 33.314                                    |
| Montalbán      | 24.908                 | 29.863                                    |
| Naguanagua     | 157.437                | 192.733                                   |
| Puerto Cabello | 182.493                | 205.222                                   |
| San Diego      | 93.257                 | 125.396                                   |
| San Joaquín    | 64.124                 | 70.461                                    |
| Valencia       | 829.856                | 951.129                                   |
| Total Carabobo | 2.245.744              | 2.588.756                                 |

Projeccions al 30 de juny de cada any calculades en el segon trimestre de 2013, amb base al Cens 2011. Font: Instituto Nacional de Estadística, INE
Divisió política territorial operativa amb finalitats estadístiques. Instituto Nacional de Estadística

## Economia

### Indústria
A Carabobo es troba la concentració industrial més gran del país, tant de València a Mariara, i fins i tot, fins al veí estat d'Aragua a l'àrea nord, de Puerto Cabello fins a Morón, on hi ha la principal indústria petroquímica de la nació i una important refineria de petroli i on també hi ha drassanes i un dic sec per a la reparació de vaixells. A l'eix València - Mariara hi ha importants empreses de muntatge de vehicles, indústries alimentàries, metalomecàniques, trefileries de filferros i cables elèctrics, plantes galvanitzadores, indústries ceràmiques industrials, de filat i tèxtils, de plàstics, de pintures, de pneumàtics, d'asfalts, del paper, i d'aparells electrodomèstics.

### Agricultura i ramaderia
A València, a més de la seva importànt indústria, hi ha una important producció agrícola i ramadera, i és un dels primers estats en la producció de cítrics, blat de moro, tabac, cotó, cafè, cacau, canya de sucre, bananes, plàtans, nyàmeres i patates. Com a productor pecuari Carabobo, posseeix una selecta ramaderia lletera i és un dels principals elaboradors de productes lactis de l'estat. A l'estat també hi ha importants quadres de cria de cavalls i també és productor de bestiar porcí, aviram i de productes de l'apicultura.

### Turisme
Les platges del Carib atrauen nombrosos visitants durant tot l'any i molt especialment en època de vacances, entre aquestes platges hem d'esmentar la de Patanemo i Borburata al nord-est i els molts quilòmetres de platges, de sorra fina sota bells cocoters des de Palma Sola fins a Boca de Yaracuy. Cal fer menció de les aigües termals de Las Trincheras, on hi ha excel·lents instal·lacions i extraordinàries aigües sulfuroses, que tenen fama de curatives. Un lloc de l'estat, que cal visitar és el famós Campo de Carabobo, on es va lliurar la batalla del mateix nom i on es diu que va néixer Veneçuela.

## Política i govern de l'estat
L'estat de Carabobo, com un dels 23 estats de Veneçuela i sobre la base que estableix la Constitució Nacional de Veneçuela de 1999, posseeix els seus propis poders públics, que inclouen un governador, assessorat per un gabinet de secretaris, un secretari general i un procurador, un contralor (supervisor), la seva pròpia policia estatal, bandera, escut, himne i un parlament regional anomenat Consell Legislatiu de 15 integrants. La llei bàsica a nivell estatal és la Constitució de l'Estat Carabobo del 7 de gener de 1991. Juntament amb La Llei d'Organització de l'Administració Pública de l'Estat Carabobo de 2005, la Constitució i la resta de lleis nacionals i estatals constitueixen la base de l'ordenament jurídic carabobeny.

## Festes i tradicions

### Diablos danzantes
Els Diablos Danzantes de Corpus Christi són una tradició cultural i ancestral que se celebra a les comunitats de la costa central de Veneçuela en honor al Corpus Christi o Cos de Crist, festa religiosa que es duu a terme el novè dijous després del Dijous Sant, per rendir culte al Santíssim Sagrament. D'acord amb documents històrics, des de fa uns quatre-cents anys, en aquesta data els diables dansen amb acolorits vestits per a simbolitzar la victòria del bé contra el mal, integrant-se així a la festa catòlica del Corpus Christi. Els ballarins o promesers, que formen part d'una confraria per transmetre la memòria històrica i les tradicions ancestrals d'aquesta festivitat, tenen diversos accessoris i símbols relatius a la religió, vestuari i màscares representatives. L'origen dels Diables Dansaires de Corpus Christi es remunta al segle xviii, sent aquesta la germandat més antiga del continent americà i la més gran del món. A Carabobo en destaquen les confraries de Borburata, San Millán i Patanemo.

### La Hamaca
El Baile de la Hamaca, també animenat Entierro de la Hamaca és un ball tradicional que consisteix en la dramatització del rampell de gelosia que pateix un negre en un enterrament, quan descobreix la infidelitat de la seva dona precisament amb el mort. Es realitza el dilluns de carnestoltes a la nit, on es resa, es pren cafè, licor i s'hi conten acudits. Després, en arribar la mitjanit, comença la parranda, es toquen els tambors i les dones ploren. Aquesta dansa és popular al barri San Millán i es remunta als inicis del segle xix, quan hi havia una immigració provinent de Curaçao que es va radicar en un dels barris més antics de Puerto Cabello i va donar inici a aquestes festivitats carnestoltenques.